# Coccothrinax argentea
Coccothrinax argentea là loài thực vật có hoa thuộc họ Arecaceae. Loài này được (Lodd. ex Schult. & Schult.f.) Sarg. ex Becc. mô tả khoa học đầu tiên năm 1901.

## Hình ảnh

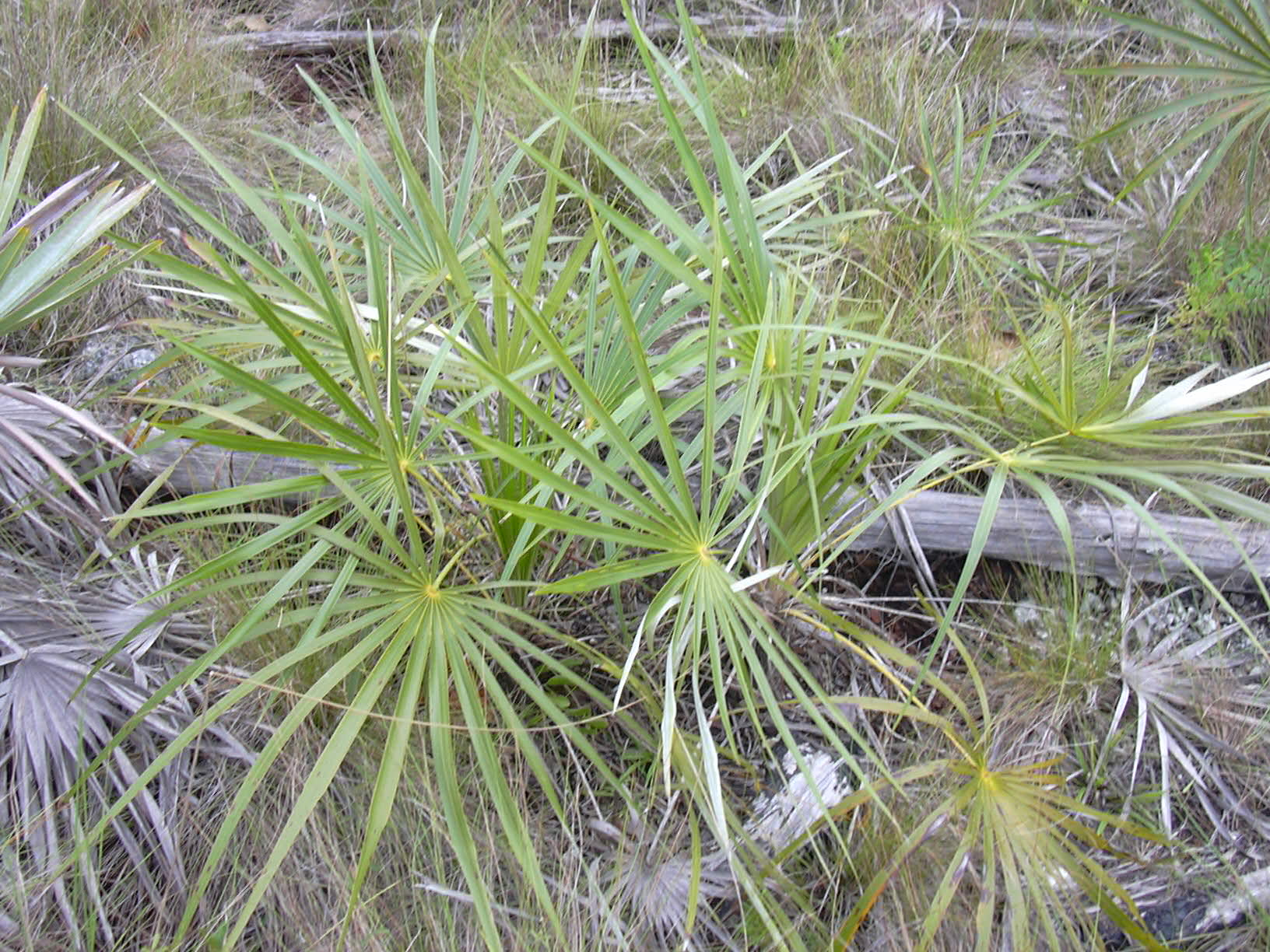
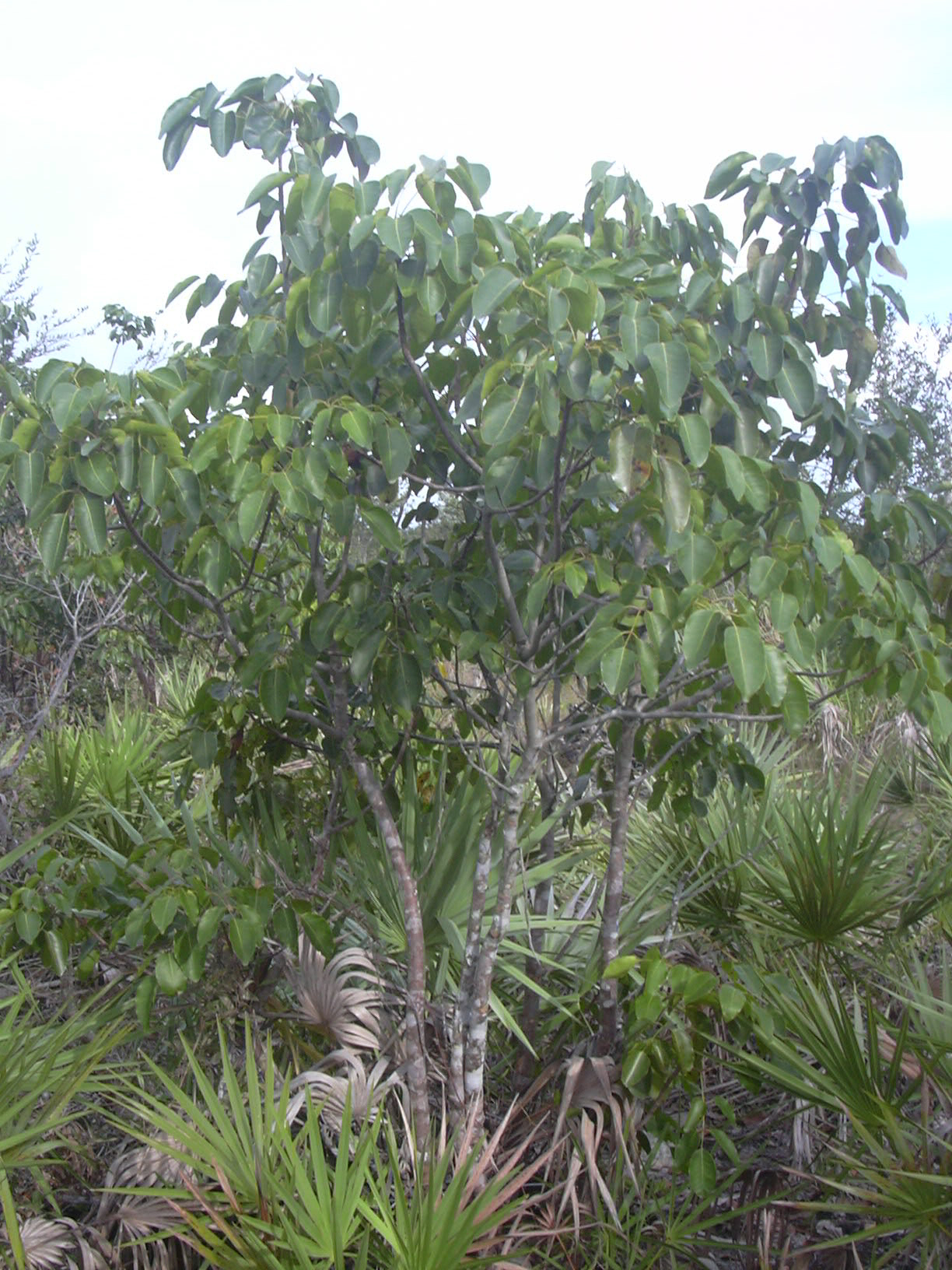